# 43751 Асам
43751 Асам (43751 Asam) — астероїд головного поясу, відкритий 19 жовтня 1982 року.
Тіссеранів параметр щодо Юпітера — 3,405.